# Вентцель, Елена Сергеевна
Еле́на Серге́евна Ве́нтцель (литературный псевдоним И. Грекова, урождённая Долгинцева; 8 [21] марта 1907, Ревель, Российская империя — 15 апреля 2002 года, Москва, Россия) — советский математик, автор учебников по теории вероятностей и исследованию операций, русский прозаик, доктор технических наук (1954), профессор (1955).

## Биография
Родилась в Ревеле (Россия) (ныне — Таллин, Эстония). Отец, Сергей Фёдорович Долгинцев (сын купца первой гильдии) преподавал математику в старших классах гимназии, мать — словесность. 
Сергей Фёдорович считал, что высшая математика проще элементарной, и занимался ею с дочерью, когда той было семь-восемь лет, в результате математика «приобрела» Елену Сергеевну.
В 1923 году, шестнадцати лет от роду, поступила в Петроградский университет. Училась у Б. Н. Делоне, Н. Н. Гернет, И. М. Виноградова, Г. В. Колосова, А. М. Журавского, И. И. Иванова, Г. М. Фихтенгольца. «В вас что-то есть, — говорил Григорий Михайлович, — только не возьму в толк, что именно. А может быть, и вообще ничего нет».
В 1929 году окончила физико-математический факультет Ленинградского университета.
- 1935—1969 — работа в Военно-воздушной инженерной академии имени профессора Н. Е. Жуковского.
- 1969—1987 — кафедра прикладной математики в Московском институте инженеров транспорта (МИИТ).

С 1962 года публиковала художественные произведения. Член СП СССР с 1967 года.

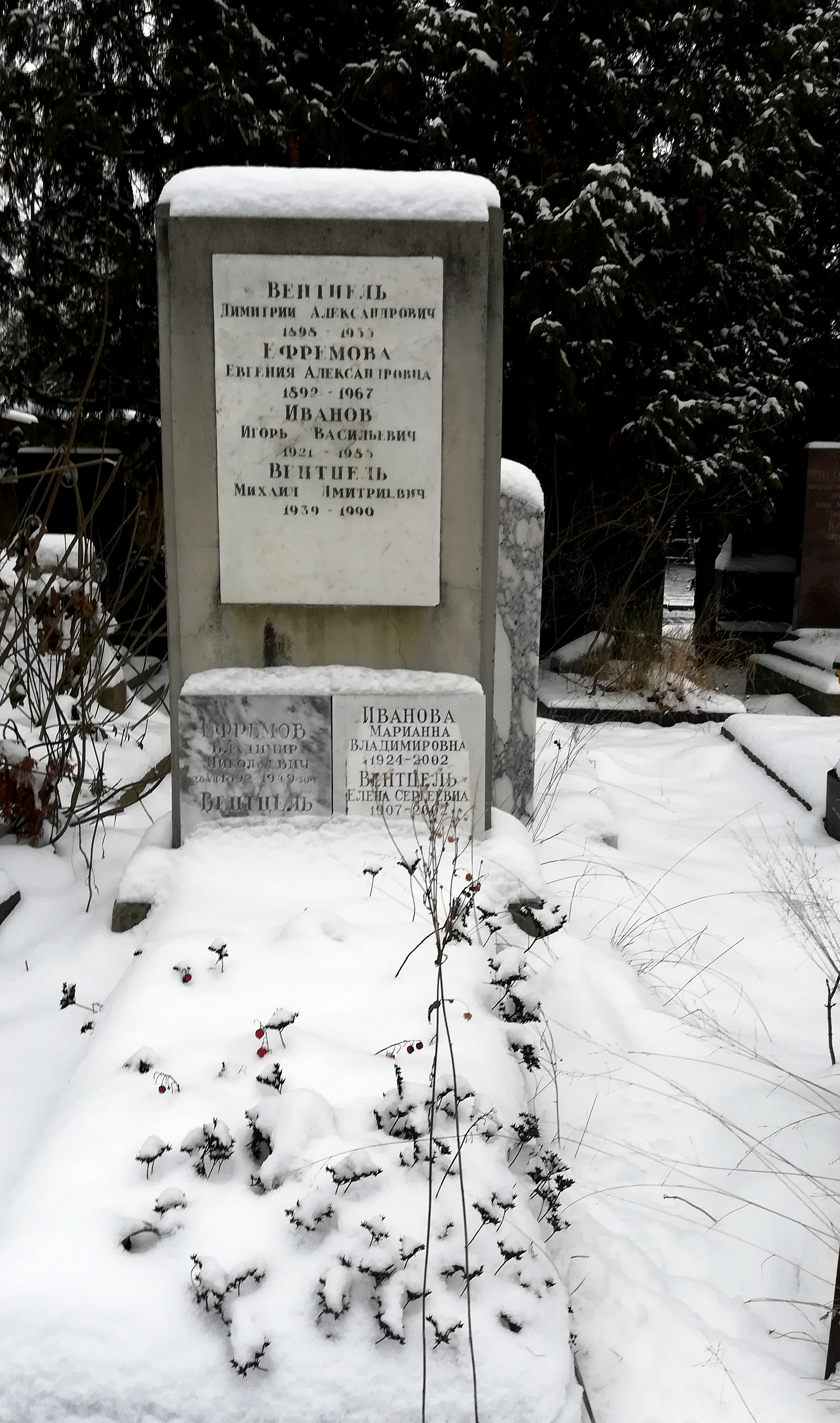
Могила на Донском кладбище

Скончалась 15 апреля 2002 года в Москве на 96-м году жизни.
Похоронена на Донском кладбище Москвы (2 уч.).
В. Волкова называла учебник Вентцель по теории вероятностей «лучшим по тем временам».

## Педагогическая деятельность[9]
Молодого преподавателя ВВИА им. Жуковского на заседании кафедры обвинили в том, что его лекции непонятны студентам, от того у них плохие оценки на экзаменах. Е. С. Вентцель стала его утешать: «Не расстраивайтесь. Вы талантливы, ярки, вам всё легко даётся и вам кажется, что и студенты должны вас легко понимать…» «Да» — отвечал тот, не поднимая головы, — «это ещё Чехов говорил. Давно замечено: чем глупее мужик, тем лучше его понимает лошадь…»
— М. Файнберг

На кафедру, где работала Е. С. Вентцель, пришло грозное требование — «в течение трёх дней выделить человека». «В течение девяти месяцев — это можно сделать, но в течение трёх дней выделить нельзя», — заметила Е. С.
— Г. Л. Эпштейн

Когда разрабатываемые образцы вооружения стали рассматривать по показателю «эффективность/стоимость», то преимущество нередко относилось к более дешёвым и менее эффективным образцам. На это Е. С. Вентцель заметила: «По критерию эффективность/стоимость можно подешевле проиграть войну».
— Г. Л. Эпштейн

## Литературное творчество
Литературный псевдоним — И. Грекова (от названия буквы игрек). Публиковаться начала с 1960-х годов в журнале «Новый мир», которым в то время руководил Александр Трифонович Твардовский.
Произведения:
- рассказ «За проходной» (1962);
- рассказ «Дамский мастер» (1963) — о жизни молодого человека (который осваивает профессию парикмахера), воспринимаемой глазами его знакомой — директора крупного НИИ;
- рассказ «Под фонарём» (1965) — женщина-учёный на пороге принятия важного личного решения мысленно заново проживает всю свою жизнь;
- повесть «На испытаниях» (1967) — об учёных-оборонщиках, действие отнесено к 1952 году, зримо воссоздаёт атмосферу подозрительности и недоверия;
- повесть «Маленький Гарусов» (1970) показывает душевную травму человека с задержанным (из-за страданий, перенесённых в детстве в блокадном Ленинграде) физическим и психическим развитием;
- повесть «Кафедра» (1978), экранизирована («Кафедра»);
- повесть «Вдовий пароход» (1981), экранизирована («Вдовий пароход»);
- роман «Пороги» (1981);
- роман «Свежо предание» (написан в 1962 году, опубликован в 1995), ISBN 5-94663-043-1;
- повесть «Хозяйка гостиницы» (1976), экранизирована («Благословите женщину»);
- повесть «Перелом» (1987);
- повесть «Фазан».

Грекова пишет крайне экономно и психологически глубоко; её проза для своего времени была достаточно критична, чтобы вызвать протест реакционной критики, но слишком приспособлена к цензуре, чтобы стать совершенно правдивой. Грекова умеет выделить типическое и в частностях, и в самих персонажах, которые столь сосредоточены на главном, что становятся обобщением.
— Вольфганг Казак
Воспоминания
- Ленинградский университет в 20-х годах

По литературным произведениям поставлены спектакли и сняты фильмы:
- «Будни и праздники» во МХАТе (по пьесе, написанной в соавторстве с А. Галичем), 1967, режиссёр Владимир Богомолов;
- «Вдовий пароход» в театре Моссовета (в соавторстве с С. Лунгиным), также экранизирован;
- фильм «Кафедра» (в соавторстве с С. Лунгиным);
- фильм «Благословите женщину», 2003, режиссёр Станислав Говорухин.

## Семья
- Муж —  Димитрий Александрович Вентцель, начальник кафедры баллистики ВВИА, профессор, доктор технических наук, генерал-майор авиации[11].
  - Дочь — Татьяна Дмитриевна Вентцель (1931—2012)[12][13], замужем за математиком и философом Ю. А. Шрейдером, доцент мехмата МГУ.
  - Сын —  Александр Дмитриевич Вентцель[14] (род. 1937) — математик, преподавал на механико-математическом факультете МГУ.
  - Сын —  Михаил Дмитриевич Вентцель (1939—1990), военный инженер-радиотехник.

## Признание
Проза И. Грековой переведена на многие языки мира.
Для школьников 9-х — 11-х классов Российский университет транспорта (МИИТ) проводит физико-математическую олимпиаду в честь Е. С. Вентцель.

## Монографии, учебники
- Вентцель Е. С. Элементарный курс теории вероятностей в применении к задачам стрельбы и бомбометания. — М.: Военная Воздушная Краснознамённая ордена Ленина академия им. Жуковского, 1945.
- Вентцель Е. С. Теория вероятностей. — 4-е изд. — М.: Наука, 1969. — 576 c.
- Вентцель Е. С., Овчаров Л. А. Теория вероятностей: Задачи и упражнения. — М.: Наука, 1969.
- Вентцель Е. С., Овчаров Л. А. Прикладные задачи теории вероятностей. — 1983. — 416 c.
- Вентцель Е. С., Овчаров Л. А. Теория вероятностей и её инженерные приложения. — 2-е изд. — М.: Высшая школа, 2000. — 480 с.
- Вентцель Е. С., Овчаров Л. А. Теория случайных процессов и её инженерные приложения. — 2-е изд. — М.: Высшая школа, 2000. — 383 с.
- Вентцель Е. С. Введение в исследование операций: Учебник. — М.: Советское радио, 1964. — 390 с.
- Вентцель Е. С. Исследование операций: задачи, принципы, методология. — 2-е изд. — М.: Наука, 1988. — 208 с.
- Вентцель Е. С. Элементы теории игр. — 2-е изд. — М.: Физматгиз, 1961. — 68 с. — (Серия: Популярные лекции по математике. Выпуск 32.)
- Вентцель Е. С. Элементы динамического программирования. — М.: Наука, 1961. — 176 с.